# Młodocin
Młodocin – wieś w Polsce położona w województwie kujawsko-pomorskim, w powiecie żnińskim, w gminie Barcin.

## Demografia

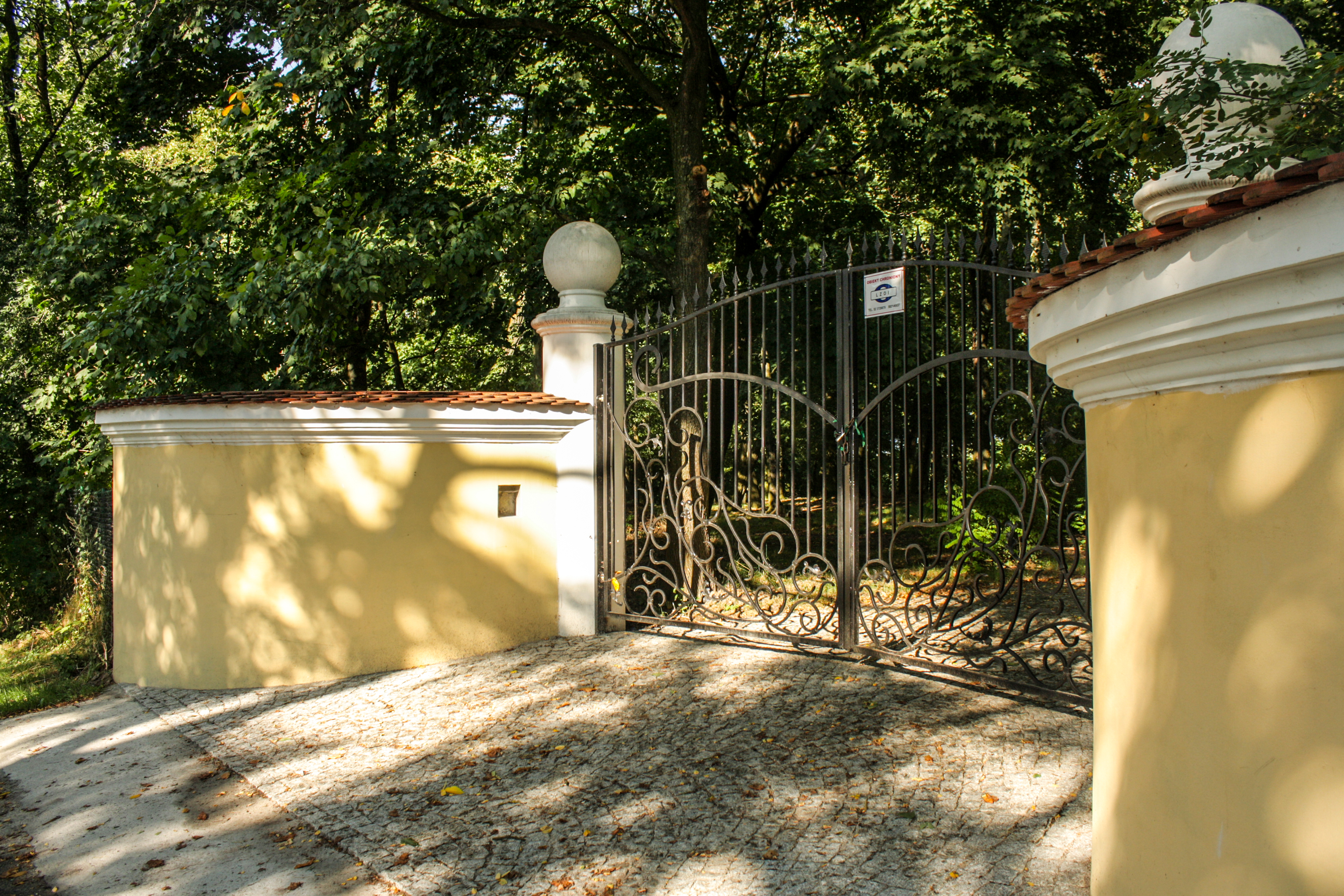
Brama do pałacu

W latach 1975–1998 miejscowość administracyjnie należała do województwa bydgoskiego. Według Narodowego Spisu Powszechnego (III 2011 r.) liczyła 269 mieszkańców. Jest ósmą co do wielkości miejscowością gminy Barcin.

## Historia
W końcu XIX w. wieś zajmowała 2069 mórg i należała do Tytusa Skarbka Malczewskiego. Malczewscy pochodzą ze znanego rodu Awdańców odgrywającego ważną rolę w średniowiecznej Polsce. Tytus Malczewski, uczestnik powstania styczniowego, sam zaprojektował i wybudował pałac w Młodocinie.

## Zabytki
Według rejestru zabytków NID na listę zabytków wpisany jest zespół pałacowy z XVII-XIX w., nr rej.: A/167/1-2 z 16.03.1987: pałac (2 poł. XVII w., 1919-1920) oraz park (1870).